# Catriscus
Genre
Catriscus est un genre monotypique de passereaux de la famille des Locustellidae. Il comprend une seule espèce de graminicoles.

## Répartition
Ce genre vit à l'état naturel en Afrique subsaharienne.

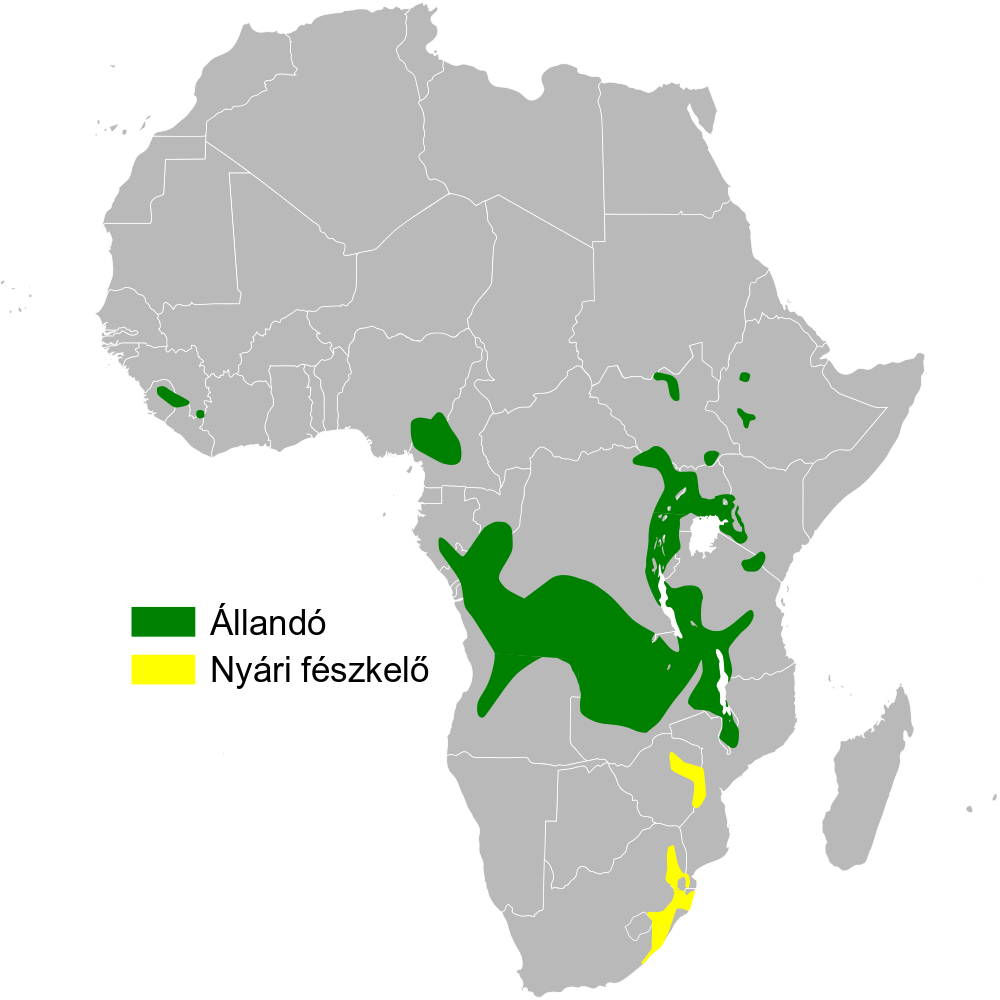
Répartition de Catriscus (vert : toute l'année, jaune : période de reproduction seulement).

## Liste alphabétique des espèces
Selon la classification de référence du Congrès ornithologique international (version 8.2, 2018) :
- Catriscus brevirostris (Sundevall, 1850) — Fauvette à large queue, Graminicole à bec court, Locustelle à bec court, Mégalure à bec court, Rousserolle à queue en éventail
  - Catriscus brevirostris alexinae (Heuglin, 1863)
  - Catriscus brevirostris brevirostris (Sundevall, 1850)

## Taxonomie
Avant 2018, l'espèce Catriscus brevirostris faisait partie du genre Schoenicola, la classification de référence du Congrès ornithologique international (version 8.2, 2018) l'a déplacée vers Catriscus, créé pour l'occasion, lors d'une réorganisation complète de la famille afin de suivre les conclusions d'une étude phylogénétique.